# Songxin
Songxin (kinesiska: 松新镇, 松新) är en köping i Kina. Den ligger i provinsen Sichuan, i den sydvästra delen av landet, omkring 410 kilometer söder om provinshuvudstaden Chengdu. Antalet invånare är 9 435. Befolkningen består av 4 624 kvinnor och 4 811 män. Barn under 15 år utgör 20,0 %, vuxna 15-64 år 70 %, och äldre över 65 år 9,0 %.
Genomsnittlig årsnederbörd är 1 211 millimeter. Den regnigaste månaden är juli, med i genomsnitt 275 mm nederbörd, och den torraste är januari, med 5 mm nederbörd.